# Hezhuang (köping i Kina, Henan)
Hezhuang (kinesiska: 和庄, 和庄镇) är en köping i Kina. Den ligger i provinsen Henan, i den centrala delen av landet, omkring 44 kilometer söder om provinshuvudstaden Zhengzhou. Antalet invånare är 38 591. Befolkningen består av 18 455 kvinnor och 20 136 män. Barn under 15 år utgör 19,0 %, vuxna 15-64 år 71 %, och äldre över 65 år 8,0 %.
Genomsnittlig årsnederbörd är 710 millimeter. Den regnigaste månaden är juli, med i genomsnitt 149 mm nederbörd, och den torraste är januari, med 4 mm nederbörd.